# قره‌تپه پیرزاد ۲
قره‌تپه پیرزاد ۲ مربوط به دوره اشکانیان - دوره ساسانیان است و در شهرستان ملکان، بخش لیلان، ضلع جنوب غربی شهر لیلان، جنوب قلعه بختک واقع شده و این اثر در تاریخ ۲۷ اسفند ۱۳۸۶ با شمارهٔ ثبت ۲۲۵۹۵ به‌عنوان یکی از آثار ملی ایران به ثبت رسیده است.